# Гутшмид, Христиан Готтгельф фон
Барон (с 1765) Христиан Готтгельф фон Гутшмид (нем. Christian Gotthelf von Gutschmid; 12 декабря 1721, Карен, Котбус или Котбус — 30 декабря 1798, Дрезден) —  саксонский министр в 1790—1798 годах, андреевский и александровский кавалер (1796).

## Биография
Родился в 1721 году в Котбусе в семье лейпцигского книготорговца недворянского происхождения. Получил образование в Лейпцигском университете, где в 1750 году получил докторскую степень, защитив диссертацию «Об экономических выгодах свободной торговли». С 1756 года был профессором права в том же университете.
В дальнейшем возглавлял Саксонский государственный архив в Дрездене (1762—65), занимал должность бургомистра Лейпцига. В 1765 году был возведён в баронское достоинство.
В 1790 году стал членом кабинета министров Саксонии, на этой должности реформировал судебную систему и отменил ряд жестоких средневековых наказаний. При Гутшмиде, как и при его предшественниках, Саксония переживала длительный культурный и экономический рост после периода разрушений, вызванных Семилетней войной, но надвигавшиеся Наполеоновские войны готовили ей новые испытания.
В 1796 году Гутшмид был пожалован русским орденом Андрея Первозванного, а с ним, по традиции, и орденом Святого Александра Невского.
Имел пятерых сыновей, их которых барон Иоганн Вильгельм фон Гутшмид (1761—1830) также занимал в Саксонии пост министра.
Скончался в Дрездене в 1798 году и был похоронен там же (могила не сохранилась).
В 1900 году именем Гутшмида была названа улица в Лейпцигском предместье Дрездена.